# Artstetten-Pöbring
Artstetten-Pöbring est une commune autrichienne du district de Melk en Basse-Autriche.